# Ports del Tractat
Ports del Tractat (gaèlic irlandès Calafoirt an Chonartha) eren els tres ports d'aigües profundes de Berehaven, Queenstown (actual Cobh) i Lough Swilly, retinguts pel Regne Unit a l'Estat Lliure d'Irlanda de conformitat amb el Tractat Angloirlandès de 6 de desembre de 1921. Abans, quan l'Estat Lliure era una part de Regne Unit de Gran Bretanya i Irlanda, la Royal Navy havia designat la seva estació irlandesa com una ordre separada d'estada llarga.
La principal raó de la retenció dels ports fou la recent campanya submarina a les costes irlandeses durant la Primera Guerra Mundial, i la preocupació per part del govern britànic que podria tornar a passar. Com a part de l'acord angloirlandès en general, es preveia que la resta del personal i l'equip de la Royal Navy, Exèrcit britànic i Royal Air Force (RAF) havien de desallotjar l'Estat Lliure.
Com a part de la resolució de la guerra comercial angloirlandesa en la dècada de 1930, els ports van ser retornats a la República d'Irlanda (el successor de l'Estat Lliure) en 1938 següents acords assolits entre els governs britànic i irlandès.

## Antecedents
L'article 7 del Tractat Angloirlandès havia previst el següent:
| « | El Govern de l'Estat Lliure d'Irlanda prestarà a les forces imperials de Sa Majestat: (A) En temps de pau aquests port i altres instal·lacions que s'indiquen a l'annex del present Reglament, o altres facilitats que podran ser acordades de tant en tant entre el Govern britànic i el Govern de l'Estat Lliure d'Irlanda, i (B) En cas de guerra o de tensió en les relacions amb una potència estrangera aquests ports i altres instal·lacions que el Govern britànic pugui demanar als efectes de defensa d'aquesta manera | » |

L'annex esmentat en aquest article diu el següent:
| « | ANNEX Les següents són les instal·lacions específiques que són requerides: Drassana i Port de Berehaven (A) Es conservarà la propietat i els drets de l'Almirallat de la mateixa manera. Les defenses del port romandran a càrrec de l'atenció de britànics i el manteniment de les parts. Queenstown (B) Les defenses del port romandran a càrrec de l'atenció de britànics i el manteniment de les parts. Alguns boies d'amarratge es conservaran per a ús dels bucs de Sa Majestat. Belfast Lough (C) Les defenses del port romandran a càrrec de l'atenció de britànics i el manteniment de les parts. Lough Swilly (D) Les defenses del port romandran a càrrec de l'atenció de britànics i el manteniment de les parts. Aviació (I) Instal·lacions en les proximitats dels ports per de la defensa aèria costanera. Emmagatzematge de combustible (F) Haulbowline, Rathmullen - Per oferir la venda a les societats mercantils sota la garantia de que els compradors han de mantenir un mínim d'existències per les necessitats de l'Almirallat | » |

.
L'annex inclou la referència a Belfast Lough perquè Irlanda del Nord va ser inclosa en el territori original de l'Estat Lliure d'Irlanda, encara que en virtut del Tractat tenia el dret a optar per l'Estat Lliure i s'integrà de nou al Regne Unit, com ho va fer el 8 de desembre de 1922. La sortida d'Irlanda del Nord de l'Estat Lliure va deixar tres bases del Regne Unit en el territori de l'Estat Lliure (posteriorment denominat Éire en 1937). La contínua ocupació pel Regne Unit d'aquestes bases era una espina clavada al costat dels líders irlandesos del moment.
Cal destacar que la posició dels ports del Tractat va ser comentada per de Valera en la seva correspondència amb el Govern britànic el 1932, poc abans de l'inici de la guerra econòmica, on assenyala:
| « | A Irlanda, però, [el Tractat Angloirlandès] ha significat ... [entre altres coses] el manteniment de parts britàniques es troben encara en ocupant alguns dels nostres principals ports, fins i tot en l'àmbit de l'Estat Lliure. La defensa de les nostres costes encara es manté en mans dels anglesos. Gran Bretanya reclama el dret en temps de guerra o amb relacions tenses amb una potència estrangera de fer exigències a Irlanda, que si es garanteixen faran del nostre dret a la neutralitat una burla. | » |

## Acord sobre el retorn de Ports del Tractat
En 1938 els governs d'Irlanda i el Regne Unit havien participat en una llarga guerra comercial angloirlandesa que no interessava a l'economia de cap de les dues parts. Les negociacions per a resoldre les qüestions objecte del litigi van tenir lloc el 1938. Una de les qüestions que l'equip irlandès va impulsar va ser el retorn dels ports de tractat. En última instància, això es va acordar i el Regne Unit va adoptar l'Acta de Confirmació d'Acords d'Eire de 1938, que va posar en vigor, entre altres coses, l'acord del govern britànic per tornar els ports de tractat. Des del punt de vista irlandès, el traspàs dels ports en el període previ a la Segona Guerra Mundial era vital per a consolidar la neutralitat irlandesa durant "L'Emergència".

## Lliurament de l'illa Spike (11 de juliol de 1938)
El 12 de juliol de 1938, The Times informà sobre la trobada a l'illa Spike, vora Cobh (51° 50′ 2.15″ N, 8° 17′ 5.97″ O / 51.8339306°N,8.2849917°O) l'11 de juliol de 1938 de la següent manera:
| « | LLIURADES LES FORTIFICACIONS DE CORK - Enmig de l'auge de les armes les últimes tropes britàniques estacionades a l'illa Spike al port de Cork han lliurat aquesta tarda la custòdia de l'illa i les fortificacions adjacents a les tropes de la República d'Irlanda. Aquesta és la primera etapa en l'aplicació de les disposicions de defensa de l'acord recentment conclòs a Londres entre el Govern britànic i el Sr de Valera. Les defenses a Berehaven i a Lough Swilly seran lliurades a la custòdia d'Irlanda abans que finalitzi l'any. L'illa Spike ha tingut una història llarga i interessant, i durant més de 150 anys, la bandera britànica ha onejat sobre ella com una de les principals obres de defensa a la costa sud. Durant anys Spike ha estat un establiment penal i va continuar com a tal fins a la treva de 1921. Avui és el dissetè aniversari de la treva Per a la cerimònia d'entrega de les fortificacions el Govern de la República d'Irlanda va enviar una sèrie d'invitacions, entre els convidats hi ha els ministres, membres de la Dáil Éireann i del Senat, i els líders de l'antic Exèrcit Republicà Irlandès. Un tren decorat va portar als convidats de Dublín a Cobh, i d'allí a l'illa Spike, on prop de 300 soldats irlandesos ja havien aterrat dirigits pel Major Maher. Només s'hi ha mantingut una petita part de les tropes britàniques al càrrec del capità O'Halloran, qui va lliurar les fortaleses al Major Maher en nom del Govern de la República d'Irlanda a les 6.20 pm i fou la Union Jack. Els soldats britànics marxaren a bord del vaixell de motor Innisfallen i va anar a Fishguard, foren acomiadats amb una salva quan el vaixell va partir. Els britànics ja havia partit quan el senyor de Valera i el ministre de Defensa Sr Frank Aiken van arribar en una llanxa, i foren rebuts per una salva de 19 canonades. Les tropes es van formar al voltant del pal de la bandera i el Sr de Valera hissà la bandera nacional tricolor de la República d'Irlanda sobre el Fort Westmoreland amb l'acompanyament d'una salutació de 21 canonades. A mesura que la bandera es va hissar va haver aplaudiments, es va fer ressò de milers de persones reunides a terra ferma. Simultàniament, es va saludar la bandera a la caserna de Dublín, al Curragh, a Athlone, i d'altres centres militars. El vaixell de guerra H.M.S. Acasta, que ha estat de servei al port, salpà al mateix moment que l'Innisfallen, i els dos estaven ben cap al mar al moment en què la bandera irlandesa va ser hissada a l'illa. | » |

Les invitacions a la celebració irlandesa del lliurament deien el següent:
| « | El ministre de Defensa en nom del Govern d'Irlanda demana l'honor de l'empresa de XXX amb motiu del lliurament de les defenses del port de Cobh i l'hissament de la Bandera Nacional a l'illa Spike, Cobh, Comtat de Cork el dilluns, 11 de juliol de 1938 a les 20:00 - RSVP etc. | » |

## Lliurament de Berehaven (30 de setembre de 1938)
L'1 d'octubre de 1938, The Times informà del lliurament dels forts i bateries (coneguts col·lectivament com a Berehaven) al voltant de Castletownbere i l'illa de Bere (51° 38′ N, 9° 54′ O / 51.64°N,9.90°O) el 30 de setembre de 1938 com segueix:
| « | LES DARRERES TROPES BRITÀNIQUES ABANDONEN EIRE - Les últimes tropes britàniques estacionades en les defenses costaneres del sud d'Irlanda va marxar ahir a la nit cap a Anglaterra. El dijous les tropes britàniques al comandament del Major Clarke lliuraren oficialment el fort de Berehaven, a 100 quilòmetres de la ciutat de Cork, i ahir es traslladaren a Bantry i van arribar a Cork durant la tarda. Després de passar unes hores a la ciutat, es van embarcar en el vaixell Innisfallen de Fishguard, i van ser vists per grans multituds que es van reunir al moll. | » |

The Times escollí un titular un xic enganyós en un aspecte: les tropes britàniques a Berehaven no van ser els últims soldats per abandonar l'Estat irlandès. L'evacuació de Lough Swilly encara no havia ocorregut.

## Lliurament de Lough Swilly (3 d'octubre de 1938)
El 4 d'octubre de 1938, The Times informà del lliurament de Lough Swilly a Fort Dunree (55° 11′ 48.26″ N, 7° 33′ 10.95″ O / 55.1967389°N,7.5530417°O) el 3 d'octubre de 1938 com segueix:
| « | FORTS LLIURATS A EIRE - Les últimes fortificacions britàniques a Eire, els situats als marges de Lough Swilly a Dunree i Leenan, van ser lliurats a les forces de defensa d'Eire ahir. La cerimònia a Dunree va ser presenciada per només una dotzena d'espectadors. La Union Jack va ser arriada per dos suboficials d'Artilleria Reial i la bandera verda, blanca i taronja de la República d'Irlanda va ser hissada per dos suboficials de la Força de Defensa Artilleria Costanera. La cerimònia es va tirar endavant el 26 d'octubre, data fixada inicialment en el marc del Pacte d'Angloirlandès, a causa de la situació internacional. Quan les tropes britàniques van abandonar ahir a la tarda el camí per Shoeburyness, la seva nova seu, es va donar una cordial acomiadament. Per una coincidència el sergent O'Flynn, de la Reial Artilleria, va arriar la bandera britànica, i el sergent McLaughlin, de les forces de la República d'Irlanda, va hissar la bandera tricolor, són cunyats. | » |

Dos cunyats, un arriant la Union Jack i l'altre hissant la bandera tricolor irlandesa, va ser sens dubte un final commovedor a la llarga història de la presència militar britànica en el territori de l'Estat irlandès. També va ser l'última vegada en què la sobirania sobre un territori va ser cedida a Irlanda.

## Reacció de Winston Churchill
Els següents són extractes d'un discurs que Winston Churchill va fer que al Parlament del Regne Unit en 1938 advertint de "bogeria" del lliurament dels ports del Tractat a l'Estat Lliure Irlandès. Va ser un dels pocs diputats que criticaren l'Acord.
| « | Quan vaig llegir el present Acord als diaris fa una setmana em va omplir de sorpresa. En vista d'això, sembla que donar tot i no rebre res a canvi ... Però llavors suposàvem que hi hauria una altra banda de l'Acord, i que estàvem garantint algunes facilitats i drets al sud d'Irlanda en temps de guerra. Això, crec, era l'opinió d'una part de la premsa, però aviat el senyor de Valera al Dáil va deixar clar que no estava sota cap obligació de cap mena, com el Primer Ministre va confirmar ... Per contra, el Sr de Valera encara no ha abandonat el seu reclam per la incorporació de l'Ulster ... Se'ns diu que hem posat fi a la secular disputa entre Anglaterra i Irlanda, però això no és totalment cert, perquè el senyor de Valera ha dit que no descansarà fins a acabar amb la partició. Per tant, el veritable conflicte encara no ha arribat ... El Tractat [angloirlandès] s'ha mantingut en la lletra i l'esperit de la Gran Bretanya, però el Tractat ha estat violat i rebutjat en cada detall pel Sr de Valera .. .. Els ports en qüestió, Queenstown, Berehaven i Lough Swilly, han de ser lliurats sense condicions, sense garanties de cap tipus, com una mostra de la nostra confiança i bona voluntat, com va dir el president del Govern, al Govern de la República Irlandesa. Quan s'estava elaborant el Tractat Irlandès l'any 1922 vaig ser instruït pel Consell de Ministres per preparar aquesta part de l'acord que s'ocupa de les reserves estratègiques. Jo vaig negociar amb el Sr Michael Collins, i em va aconsellar l'almirall Beatty ... L'Almirallat d'aquests dies em va assegurar que sense l'ús d'aquests ports, seria molt difícil, potser impossible, alimentar aquesta illa en temps de guerra. Queenstown i Berehaven alberguen les flotilles que mantenen oberts els accessos a Bristol i al Canal Anglès i Lough Swilly és la base des de la qual s'obre l'accés al Mersey i Clyde ... Si se'ns nega l'ús de Lough Swilly i hem de treballar des Lamlash, hem d'aconseguir 200 milles del radi efectiu de les nostres flotilles, fora de casa, i si se'ns nega Berehaven i Queenstown, i han de treballar des de Pembroke Dock, hem d'aconseguir 400 milles del seu ràdio efectiu cap a fora i casa. Aquests ports són, de fet, les torres sentinelles dels enfocaments occidentals, pels quals 45 milions de persones en aquesta depenen enormement de menjar estranger pel seu pa de cada dia, i pels quals poden dur a terme el seu comerç, que és igualment important per la seva existència. El 1922 els delegats irlandesos no van posar cap dificultat al respecte. Van veure que era vital per a la nostra seguretat que hem de ser capaços d'utilitzar aquests ports i, per tant, l'assumpte va passar a l'estructura del Tractat, sense cap controvèrsia seriosa. Ara anem a renunciar-hi, de manera incondicional, a un Govern irlandès dirigit per homes que, no vull utilitzar paraules dures, l'ascens al poder ha estat proporcional a l'hostilitat amb què han actuat en contra d'aquest país, sens dubte, en compliment del seu impulsos patriòtics propis, i la posició actual en el poder es basa en la violació dels compromisos solemnes del Tractat. Però què garantia tenim d'Irlanda del Sud, o la República d'Irlanda, com ells es fan dir i no ens hi oposem, no van a declarar la neutralitat si declarem la guerra a alguna nació poderosa? En virtut d'aquest acord, em sembla ... que el Govern del senyor de Valera en algun moment suprem d'emergència reclami la rendició d'Ulster com una alternativa a la declaració de neutralitat. El Sr de Valera no ha donat cap empresa, excepte lluitar contra la partició com l'objecte principal de la seva vida. Seria un pas seriós per a un Govern de Dublín atacar aquests forts mentre estan en el nostre poder i al mateix temps tenim el dret a ocupar-les. Seria un pas fàcil per a un Govern de Dublín negar la seva utilitat per a nosaltres un cop hem anat ... Està llançant mitjans reals i importants de seguretat i supervivència per ombres vanes i per facilitat. | » |

Churchill també va assenyalar que les concessions en el marc dels Acords de 1938 van ser "triomfs sorprenents" per al líder irlandès, Eamon de Valera. Churchill també va preguntar si no seria "molt millor que renunciar a [pagament irlandès d'una sola vegada en el marc de l'Acord] 10 milions de lliures, i adquirir el dret legal, ni que sigui en un contracte d'arrendament atorgat pel tractat, a utilitzar aquests ports quan sigui necessari?" Churchill també va fer un comentari sobre el nom amb què l'Estat irlandès es descriu a partir d'ara al Regne Unit (Eire) - "No he estat capaç de formar-se una opinió clara sobre la situació jurídica exacta del Govern d'aquesta part d'Irlanda anomenada Irlanda del Sud, que ara es diu Eire. Aquesta és una paraula que en realitat no té aplicació en l'actualitat, i he de dir que, fins i tot des del punt de vista dels usos ordinaris de l'anglès, no és costum de citar un terme en un idioma estranger, una ciutat capital, un lloc geogràfic, quan hi ha una paraula molt ben coneguda anglesa equivalent [Irlanda]. És habitual dir París no Paree.".
Amb l'esclat de la Segona Guerra Mundial al setembre de 1939, les preocupacions de Churchill semblaven justificades. Els grups escorta es proveïen a les instal·lacions de Berehaven i Queenstown van haver de proveir-se 200 kilòmetres més a l'oest de les més bases més properes a Irlanda del Nord i Gran Bretanya. Per compensar la distància, els combois aliats d'Amèrica del Nord foren enviats a través d'Islàndia per als ports d'Irlanda del Nord als primers mesos de la Batalla de l'Atlàntic. Tanmateix aquesta decisió finalment va resultar més pràctica perquè les rutes marítimes més curtes al voltant de la costa sud d'Irlanda aviat es va convertir en vulnerables als atacs per mar i aire alemanys arran de la caiguda de França al juny de 1940. La ruta d'Islàndia també proporcionava una millor cobertura aèria i abastiment d'escorta als combois aliats. No obstant això, molts a la Royal Navy sentien ressentiment cap al lliurament dels ports irlandesos del Tractat, ja que haurien proporcionat alguna cobertura als combois cap al sud a Gibraltar i Àfrica del Nord.

## Proposta anticipada de De Valera sobre els ports
Irònicament, en la seva versió preferida del Tractat que va ser rebutjada, el líder republicans Eamon de Valera havia ofert en l'article 8 mantenir el mateix estatus en els mateixos ports, però només per un període de cinc anys. Va anar més enllà del que el Tractat suggeria al paràgraf (b) que, en temps de guerra els britànics podien usar els ports que "puguin sol·licitar raonablement". Això era impolític recordar en els anys 1930.
 8. Que durant cinc anys, en espera de la creació de grups de defensa de les costes irlandeses, o de qualsevol altre termini que els governs dels dos països poden acordar més endavant, les instal·lacions per a la defensa de les costes d'Irlanda seran lliurades al Govern britànic de la següent manera:
 (A) En temps de pau tant el port i altres instal·lacions que s'indiquen en l'annex, o qualssevol altres instal·lacions que de tant en tant s'acordin entre el Govern britànic i el Govern d'Irlanda.
 (B) En cas de guerra el port i altres instal·lacions navals com el Govern britànic pot exigir raonablement a l'efecte d'aquesta defensa com s'ha dit.